# Lambda Ceti
Désignations
Lambda Ceti (λ Ceti / λ Cet) est une étoile de la constellation équatoriale de la Baleine. Elle est visible à l'œil nu et sa magnitude apparente est de 4,71. L'étoile présente une parallaxe annuelle de 5,66 mas telle que mesurée par le satellite Hipparcos, ce qui permet d'en déduire qu'elle est distante d'environ ∼ 580 a.l. (∼ 178 pc) de la Terre. Elle s'éloigne du Système solaire à une vitesse radiale de +10 km/s.

## Propriétés
Lambda Ceti est une étoile géante bleue de type spectral B6III, dont la température de surface est de 13 940 K. Elle est cinq fois plus massive que le Soleil et sa luminosité est environ 650 fois plus grande que celle du Soleil. Elle tourne sur elle-même à une vitesse de rotation projetée de 131 km/s.

## Nomenclature
λ Ceti, latinisé Lambda Ceti, est la désignation de Bayer de l'étoile. Elle porte également la désignation de Flamsteed de 91 Ceti.
À l'origine, λ Ceti portait le nom traditionnel de Menkar, soit le « museau du Monstre ». Cependant ce nom a été transféré vers α Ceti, qui est plus brillante, durant l'époque médiévale.
En astronomie arabe traditionnelle, elle faisait partie de l'astérisme de Al Kaff al Jidhmah, qu'elle formait avec α Cet (Menkar), γ Cet (Kaffaljidhma), δ Cet, μ Cet, ξ1 Cet et ξ2 Cet. Il représente une « Main Mutilée ».
En astronomie chinoise traditionnelle, λ Ceti faisait partie de l'astérisme de Tiān Qūn (en chinois 天囷), représentant un « grenier céleste circulaire ».